# Rhododendron 'Pekka'
Rhododendron 'Pekka' — сорт вечнозелёных рододендронов гибридного происхождения из финской серии сортов с высокой зимостойкостью.
Сорт получен в результате программы разведения рододендронов Хельсинкского университета в сотрудничестве с Дендрарием Mustila (1973 - 2000 годы). В программе использовались рододендроны растущие в дендрарии Хельсинки с 1930 года. К 1973 году из этих растений выжили наиболее зимостойкие. Одним из таких растений был Rhododendron brachycarpum subsp. tigerstedtii.
Изначально в селекционной программе использовали 53 материнских растений и 23 видов и 48 гибридов в качестве опылителей. Из первых полученных 22000 гибридных сеянцев были отобраны 14000. В результате суровых зим 1980-х годов из 14000 саженцев выжило 9000. Среди выживших было много растений совершенно не повреждавшихся во время зимы. Из них отобрали 80 сеянцев, которые были размножены посредством микроклонального размножения. Девять сортов были зарегистрированы:
- 'Elviira'
- 'Hellikki'
- 'Haaga'
- 'Helsinki University'
- 'Kullervo'
- 'Pekka'
- 'Peter Tigerstedt'
- 'Pohjola’s Daughter'
- 'Mikkeli'

Назван в честь городского садовника Хельсинки Пекки Юрянко. Юрянко основал и предоставил в распоряжение программы поле в районе Хаага, используемое для опробования новых сортов рододендронов.

## Биологическое описание
'Pekka' привлекает внимание, прежде всего, широкими листьями и гармоничной формой. Куст растёт интенсивно, за десять лет достигая пары метров в высоту, причём на этом рост не останавливается, в последующие годы растение может вырасти, по крайней мере, до трех метров в высоту. Благодаря пышной листве 'Pekka' является одним из лучших лиственных кустарников.
Крона округлая и плотная.
Листья голые, тёмно-зелёные.
Цветки светло-розовые с коричневыми пятнышками на внутренней части.
На юге Финляндии цветёт в середине июня, на севере позже. Продолжительность цветения 2—3 недели.

## В культуре
Выдерживает понижения температуры до −34 °С.
Местоположение: полутень или пёстрая тень разреженного соснового леса.
Почва влагоёмкая, хорошо аэрируемая, кислая (pH от 4,5 до 6,5). Поскольку растения имеют поверхностную корневую систему, их требуется поливать в засушливые периоды. Для сохранения влажности почвы рекомендуется использовать мульчирование. Внесение удобрений рекомендуется в мае. С июня азотсодержащие удобрения исключают.
Расстояние между растениями 1,5 метра.
Для защиты от зимнего иссушения листьев рекомендуется сооружение воздухопроницаемого укрытия из мешковины.